# Atsushi Yamatoya
Atsushi Yamatoya (大和屋竺, Yamatoya Atsushi), né le 19 juin 1937 à Mikasa et mort le 16 janvier 1993, est un réalisateur et scénariste japonais.

## Biographie
Atsushi Yamatoya est né dans le quartier de Horonaicho à Mikasa sur l'île de Hokkaidō. Durant ses études à la faculté de lettres de l'université Waseda, il rejoint le Cercle Inamon, un club d'écriture de scénario dans le cadre duquel il réalise un court métrage en 16 mm. Diplômé en 1962, il entre à la Nikkatsu comme assistant réalisateur. Pas très à l'aise dans le monde des grands studios, et après quelques films documentaires tournés à l'étranger, il quitte la Nikkatsu en 1966 et il rejoint l'équipe de scénaristes travaillant sous pseudonyme pour Kōji Wakamatsu, un réalisateur de films érotiques iconoclastes. Ce dernier produit le premier film d'Atsushi Yamatoya, Saison de trahison (1966).
Parallèlement, il rejoint un groupe de jeunes scénaristes qui se réunissent autour de Seijun Suzuki et écrivent sous le pseudonyme de Hachirō Guru (ja). Atsushi Yamatoya est l'un des co-créateurs de ce groupe, auquel appartient également Chūsei Sone, futur prolifique réalisateur de roman porno. Ainsi en 1967, Yamatoya participe au scénario de La Marque du tueur de Seijun Suzuki, film dans lequel il interprète le rôle du tueur numéro quatre.
Il réalise en Une poupée gonflable dans le désert (1967) puis The Pistol That Sprouted Hair (1968) et commence à écrire des pinkus pour d'autres firmes. Toujours plus éclectique, il contribue aussi à des séries animées bien connues du grand public comme Signé Cat's Eyes et Lupin III. En 1973, Le Piège de la luxure est son quatrième et dernier long-métrage en tant que réalisateur. Les années 1980 marquent un tournant dans sa carrière, il ne produira quasiment plus que des scénarios pour la télévision et l'animation.
Atsushi Yamatoya meurt à l'âge de 55 ans, le 16 janvier 1993, d'un cancer de l'œsophage.
Il a réalisé quatre films et a écrit plus de quarante scénarios entre 1966 et 1990, il apparait aussi dans quelques films en tant qu'acteur.
En septembre 2021, la 27e édition de l'Étrange festival lui consacre une rétrospective des quatre films qu'il a réalisé intitulée « Atsushi Yamatoya, l'extravagant ! ».
Le scénariste Akatsuki Yamatoya (ja) est son fils.

## Filmographie

### Comme réalisateur
- 1966 : Saison de trahison (裏切りの季節, Uragiri no kisetsu?)[2]
- 1967 : Une poupée gonflable dans le désert (荒野のダッチワイフ, Kōya no dacchi waifu?)[2]
- 1968 : The Pistol That Sprouted Hair (毛の生えた拳銃, Ke no haeta kenjū?)[2]
- 1973 : Le Piège de la luxure (愛欲の罠, Aiyoku no wana?)[2]

### Comme scénariste
- 1966 : Saison de trahison (裏切りの季節, Uragiri no kisetsu?)
- 1967 : Jōyoku no kuro suisen情欲の黒水仙 (?) de Kōji Wakamatsu
- 1967 : La Marque du tueur (殺しの烙印, Koroshi no rakuin?) de Seijun Suzuki
- 1967 : Une poupée gonflable dans le désert (荒野のダッチワイフ, Kōya no dacchi waifu?)
- 1968 : Aoi firumu: Mushi na sadame (蒼いフィルム 品さだめ?) de Kan Mukai (ja)
- 1968 : The Pistol That Sprouted Hair (毛の生えた拳銃, Ke no haeta kenjū?)
- 1968 : Les Six Épouses de Ching (金瓶梅, Kinpeibei?) de Kōji Wakamatsu
- 1969 : Ne kyōhan (寝強犯?) de Kaoru Umezawa (ja)
- 1969 : La Vierge violente (処女ゲバゲバ, Shojo geba-geba?) de Kōji Wakamatsu
- 1970 : Nure botan (濡れ牡丹?) de Kaoru Umezawa (ja)
- 1970 : Boulevard des chattes sauvages (野良猫ロック セックスハンター, Nora-neko rokku: Sekkusu hantā?) de Yasuharu Hasebe
- 1970 : Neon keisatsu: Jakku no irezumi (ネオン警察 ジャックの刺青?) de Kazunari Takeda
- 1971 : Le Sable mouillé d'août (八月の濡れた砂, Hachigatsu no nureta suna?) de Toshiya Fujita
- 1972 : Rashamen Oman: Higanbana wa chitta (らしゃめんお万 彼岸花は散った?) de Chūsei Sone
- 1972 : Hachigatsu wa erosu no nioi (八月はエロスの匂い?) de Toshiya Fujita
- 1972 : Sekkusu hantā: Nureta hyōteki (セックス・ハンター 濡れた標的?) de Yukihiro Sawada (ja)
- 1972 : Sengoku rokku hayate no onnatachi (戦国ロック 疾風の女たち?) de Yasuharu Hasebe
- 1973 : Le Doux Parfum d'Eros (エロスは甘き香り, Erosu wa amaki kaori?) de Toshiya Fujita
- 1973 : Showa onnamichi: Rashōmon (昭和おんなみち 裸性門?) de Chūsei Sone
- 1973 : Ban kaku rokku (番格ロック?) de Makoto Naitō (ja)
- 1975 : Otona no omocha: Dacchi waifu repōto (大人のオモチャ ダッチワイフ・レポート?) de Chūsei Sone
- 1975 : Hakkin niku futon (発禁肉蒲団?) de Shinmei Shirai
- 1975 : Hadashi no burū jin (裸足のブルージン?) de Toshiya Fujita
- 1976 : Kokusai-sen stewardess: Kanno hiko (国際線スチュワーデス 官能飛行?) de Katsuhiko Fujii (ja)
- 1976 : Hebi to onna dorei (蛇と女奴隷?) de Kan Mukai (ja)
- 1977 : Furenzoku satsujin jiken (不連続殺人事件?) de Chūsei Sone
- 1977 : L'Arbre de la jeunesse (青年の樹, Seinen no ki?) de Kiyoshi Nishimura
- 1977 : Histoire de mélancolie et de tristesse (悲愁物語, Hishū monogatari?) de Seijun Suzuki
- 1978 : Hoshizora no marionetto (星空のマリオネット?) de Hōjin Hashiura (ja)
- 1978 : Edgar de la Cambriole : Le Secret de Mamo (ルパンvs複製人間, Rupan vs Fukusei-ningen?) de Sōji Yoshikawa
- 1979 : Vices et Sévices (堕靡泥の星 美少女狩り, Dabide no hoshi: Bishōjo-gari?) de Norifumi Suzuki
- 1981 : Ashita no Joe 2 (あしたのジョー２?) d'Osamu Dezaki
- 1982 : Matagi (マタギ?) de Toshio Gotō (ja)
- 1982 : Hagure gumo (浮浪雲?) de Mori Masaki (en)
- 1984 : Bōkenshatachi: Ganba to nanahiki no nakama (冒険者たち ガンバと７匹のなかま?) d'Osamu Dezaki
- 1984 : Chōjin rokku (超人ロック?) de Hiroshi Fukutomi
- 1985 : Capone Cries a Lot (カポネ大いに泣く, Kapone ōi ni naku?) de Seijun Suzuki
- 1985 : Lupin III : L'or de Babylone (ルパン三世 バビロンの黄金伝説, Rupan sansei: Babiron no Ōgon densetsu?) de Seijun Suzuki et Shigetsugu Yoshida (de)
- 1986 : Kizudarake no kunshō (傷だらけの勲章?) de Kōsei Saitō
- 1986 : Toki no tabibito (傷だらけの勲章?) de Mori Masaki (en)
- 1988 : Dogura Magura (ドグラ・マグラ, Dogura Magura?) de Toshio Matsumoto
- 1990 : Ōrora no shita de (オーロラの下で?) de Toshio Gotō (ja)

### Comme acteur
- 1967 : Jōyoku no kuro suisen情欲の黒水仙 (?) de Kōji Wakamatsu
- 1967 : La Marque du tueur (殺しの烙印, Koroshi no rakuin?) de Seijun Suzuki : tueur numéro 4
- 1967 : À la recherche du moyen de contraception ultime (避妊革命, Hinin kakumei?) de Masao Adachi

## Distinctions
- 1993 : prix spécial lors des Japanese Professional Movie Awards[1],[6]